# Francisco Bórquez Jopia
Francisco Bórquez Jopia (Iquique, 10 de octubre de 1901-¿?) fue un profesor de Estado y político chileno, miembro del Partido Agrario Laborista (PAL). Se desempeñó como ministro de Educación Pública de su país, durante el segundo gobierno del presidente Carlos Ibáñez del Campo entre 1956 y 1957.

## Familia y estudios
Nació en la ciudad chilena de Iquique el 10 de octubre de 1901, hijo de Marcos Bórquez Matamoros y Hortensia Jopia Araya. Realizó sus estudios primarios y secundarios en el Colegio Seminario Conciliar San Luis Gonzaga, en Santiago. Continuó los superiores en el Instituto Pedagógico de la Universidad de Chile, titulándose como profesor de Estado con mención en biología y química, en marzo de 1921. Posteriormente, efectuó estudios de filosofía y una especialidad en biología en la Universidad Sorbona, Francia, desde donde egresó en 1943.
Se casó en Santiago de Chile el 25 de diciembre de 1925 con la descendiente francesa Inés Moreau Dumont, sin tener descendencia.

## Carrera profesional y política
Comenzó su actividad profesional en 1928, ejerciendo como profesor en el Liceo de Hombres de La Serena. Más adelante, en 1942 se desempeñó en el Liceo Eduardo de la Barra y en el Liceo de Viña del Mar. Al año siguiente, actuó en el Internado Nacional Barros Arana y en Liceo San Agustín.
En el gobierno del presidente Gabriel González Videla fue nombrado como miembro de la comisión examinadora en los colegios particulares de Antofagasta e Iquique. Asimismo, fue nombrado por la Universidad de Chile como miembro de la comisión examinadora de bachillerato en Talca, La Serena, Antofagasta, Iquique y Arica.
Militante del Partido Agrario Laborista (PAL), con ocasión de la segunda administración del presidente Carlos Ibáñez del Campo, el 27 de agosto de 1956 fue nombrado como titular del Ministerio de Educación Pública, cargo que ocupó hasta el 23 de abril de 1957. De manera simultánea, entre los días 6 y 15 de marzo de ese año, fungió como ministro de Economía y Comercio, en calidad de subrogante.
En 1962, durante las prostimerías de la presidencia del independiente Jorge Alessandri, ocupó el puesto de visitador general del Ministerio de Educación Pública, función en la cual jubiló.